# بارا دا استیوا
بارا دا استیوا (به پرتغالی: Barra da Estiva) یک منطقهٔ مسکونی در برزیل است که در باهیا واقع شده‌است. بارا دا استیوا ۲۰٬۳۹۲ نفر جمعیت دارد.